# Innerstaden, Luleå
Innerstaden betecknar den centrala delen av Luleå. Innerstaden utgörs av en halvö mellan Inre Stadsfjärden och Gråsjälfjärden. I väster går Bergnäsbron mot Bergnäset. Innerstaden gränsar i övrigt mot Mjölkudden, Skutvikens industriområde, Bergviken, Östermalm, Malmudden och Svartölandet.
På halvöns högsta punkt, 13 meter över havet, står Luleå domkyrka, invigd 1893.

## Översikt

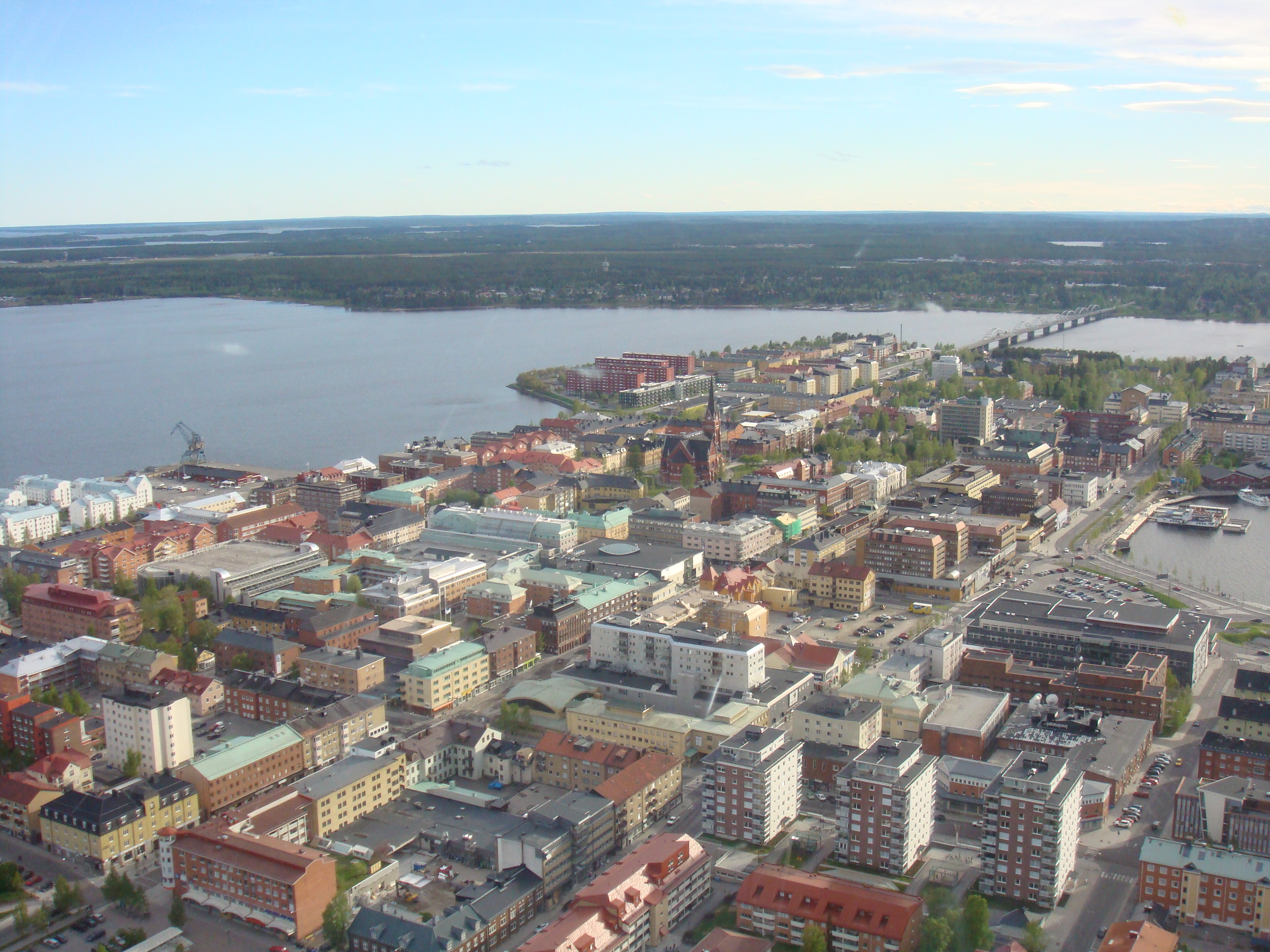
I övre högra delen av bilden syns Bergnäsbron över Lule älv; Bergnäset ligger vid det bortre brofästet. Ungefär mitt i bilden syns Luleå domkyrka. Till vänster: Södra hamn med den kvarvarande vipparmsportalkranen från 1950. Till höger: Norra hamn.

## Historia

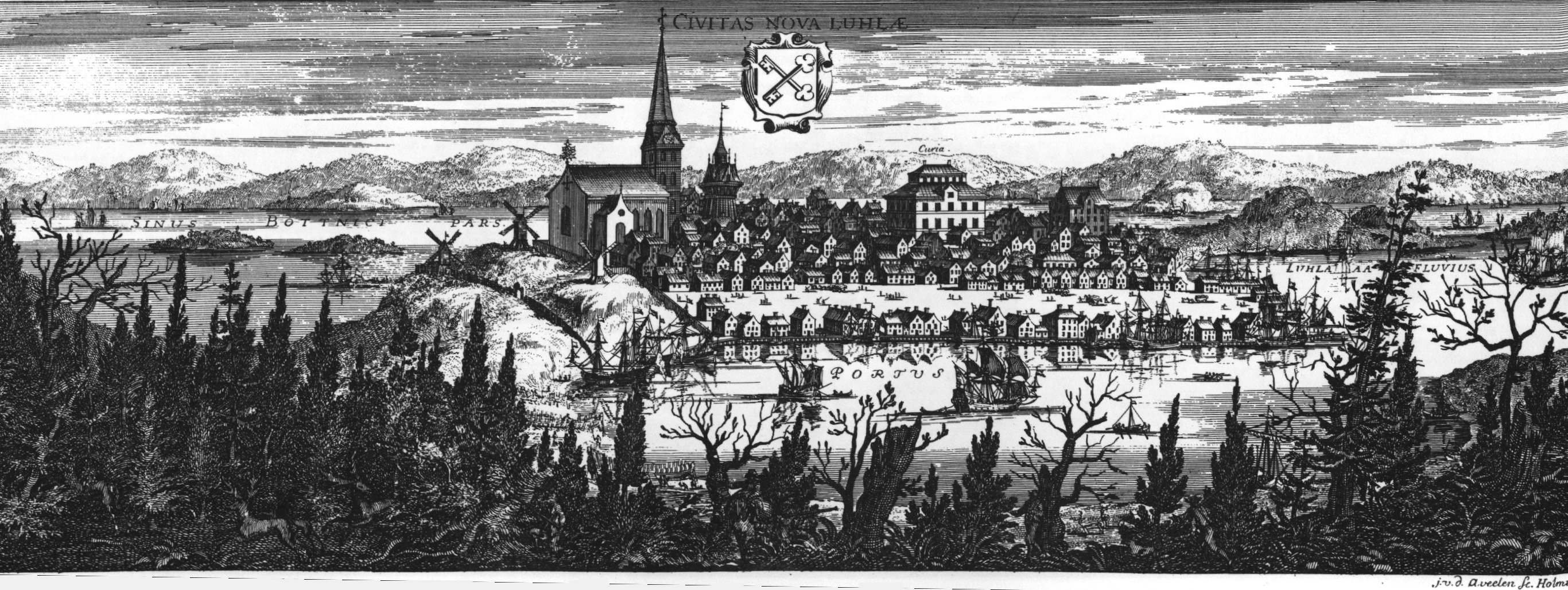
Luleå Nya stad, omkr. år 1700.

År 1649 flyttades staden Luleå från Gammelstad. Den Nya staden motsvarade i stort sett området mellan våra dagars Tullgatan och Nygatan. Stadens torg var en del av nuvarande Stadsparken. 1858 tillkom en stadsplan för hela innerstadshalvön. 1886 utvidgades stadsplanen med området mellan Lulsundsgatan och Hertsögatan (nuvarande Svartövägen). 1887 drabbades staden av en förödande brand, som endast ett fåtal byggnader undslapp.
Med Malmbanans ankomst på 1880-talet tillkom den första förbindelsen med Svartölandet, och en järnvägsstation byggdes vid Skurholmsfjärden. Under 1900-talet växte ett modernt centrum fram på innerstadshalvön, särskilt längs Storgatan. 1954 fick Innerstaden landförbindelse västerut genom Bergnäsbron.

## Byggnader

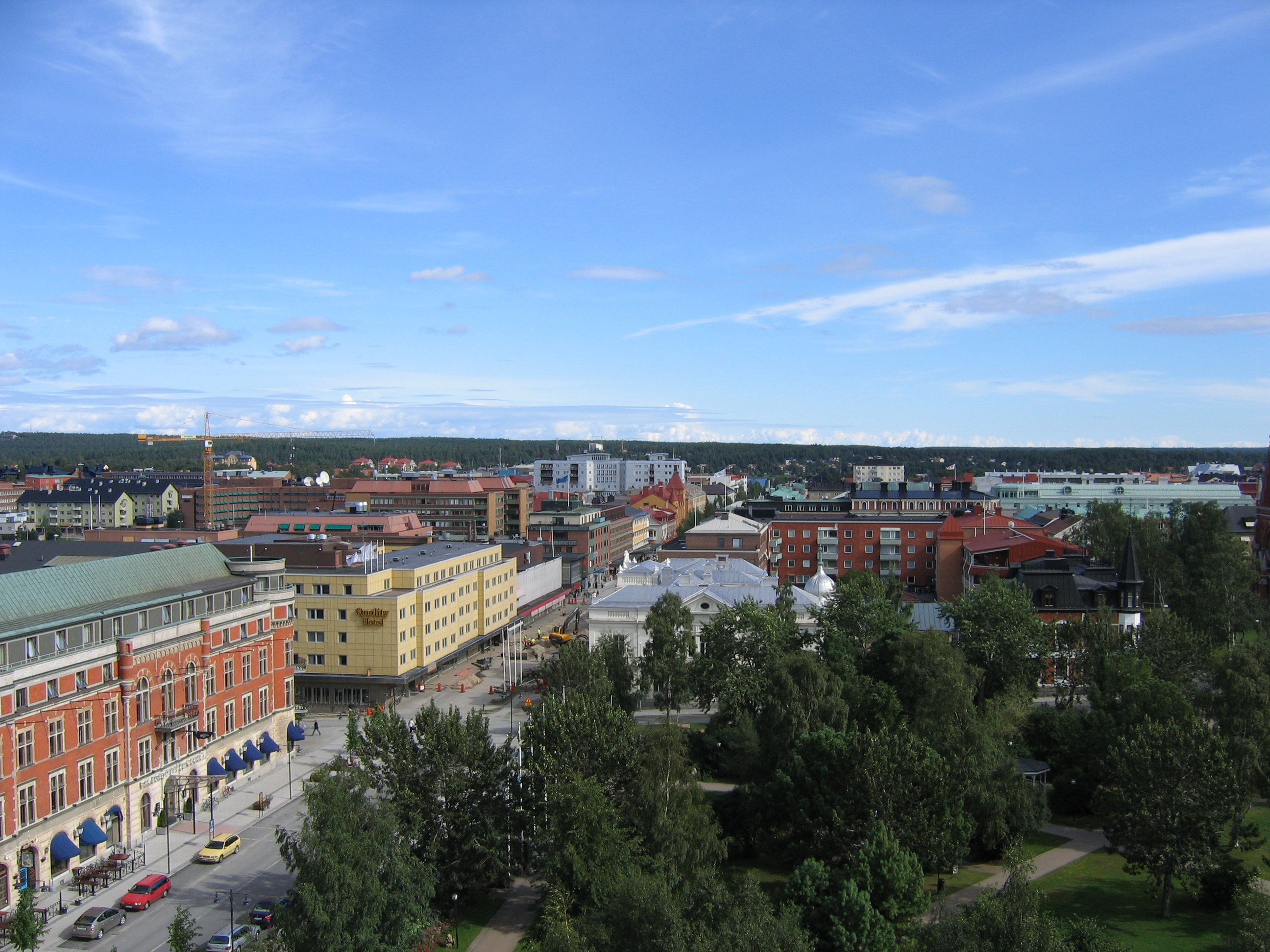
Vy från stadshuset: Stadshotellet är den röda byggnaden närmast till vänster. Till höger: Stadsparken.

Stadsdelens äldsta byggnad är Rödlundsgården vid Rådstugatan. Det är en träbyggnad av okänd ålder, men man vet så mycket som att en flicka som döptes till Barbro föddes där 1690. Den äldsta stenbyggnaden är det allmänna läroverket vid Storgatan, nu en del av Gymnasiebyn. På Gültzauudden finns en replik av stadens rådhus från 1700-talet. I Storgatans västra ände finns länsresidenset från 1856. Söder om detta, i förlängningen av Köpmangatan, ligger Länsstyrelsens huvudbyggnad från 1894.
Kring Stadsparken finns flera av stadens märkesbyggnader. Domkyrkan från 1893 ligger på samma plats som stadens tidigare kyrkor. Stadshotellet byggdes under 1890-talet. Stadshuset är ett modernistiskt höghus från 1950-talet.
Shopping från 1955, ritat av arkitekten Ralph Erskine, var världens första inomhusgalleria. Vägg i vägg ligger ett samtidigt byggt postkontor, vars stora hall kröns av ett magnifikt betongvalv.
Kring Norra hamn ligger flera rekreations- och kulturbyggnader, bland annat Pontusbadet. Norrbottensteatern byggdes under 1980-talet i en regionalt färgad träarkitektur. Kulturens Hus som invigdes på motsatt sida av Stadsviken år 2007 anknyter stilmässigt till denna byggnad.

## Parker och grönområden

### Stadsparken
Parken har flera gånger varit med i tävlingen Sveriges vackraste park. Den har utsetts till Sveriges vackraste park i vinterskrud. En specialitet är snö- och isskulpturerna. Varje vinter sedan 1986 uppförs en stor djurskulptur i parken. På ryggen av djuret anläggs en isrutschkana. Till påsken smyckas parken med påskkycklingar eller dylikt. Parken ligger i anslutning till Luleå domkyrka.

### Hermelinsparken
Hermelinsparken är en större park i centrala Luleå, döpt efter Samuel Gustaf Hermelin. Parken ligger i anslutning till Luleå Gymnasieskola och Norrbottens museum finns i parken. Parken ses ibland som förträdgård till Länsresidenset, där landshövdingen huserar.

### Floras kulle
Floras kulle är ett grönområde som ligger mellan Storgatan, Köpmangatan, Prästgatan och Hermelinsgatan i centrala Luleå. Diagonalt genom Floras kulle går en mycket trafikerad gång- och cykelväg där i princip alla som går mot stans östra stadsdelar passerar. Luleå kommun utsmyckar varje sommar området rikligt med blommor och det är ett populärt tillhåll under sommaren för ungdomar som till exempel fikar eller spelar hackysack. Enligt vandringsägen har kullen fått sitt namn av en kvinna som vid namn Flora som testamenterade området till Luleå Kommun med villkoret att det skulle få förbli ett grönområde. 
Luleås Busstation, Loet, och järnvägsstationen ligger i direkt anslutning till Floras kulle.

### Boulognerskogen
I närheten av Östra skolan och Charlottendals förskola ligger Boulougnerskogen som har fått sitt namn efter den berömda parken i Paris där det finns en barnvänlig del – Járdin d 'Acclimation.

## Delområden
Några delar av innerstadshalvön har populära namn.

### Södra hamn
Södra hamn är den historiska hamnen och industriområdet på Innerstadens södra sida.

### Norra hamn

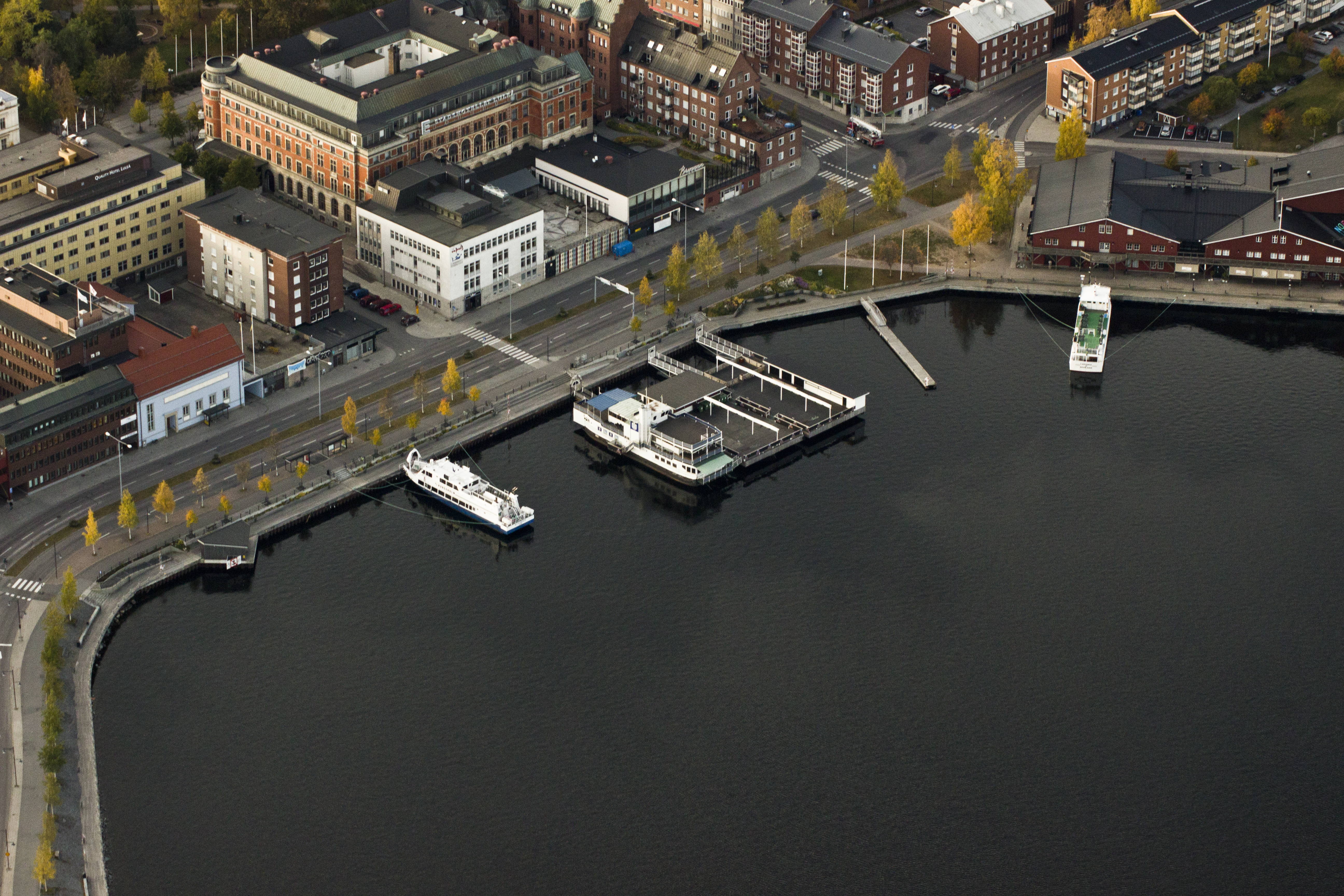
Flygfoto över Norra hamn i Luleå

Norra hamn är den historiska hamnen vid Stadsviken i Innerstadens norra del. Namnet syftar på den gamla hamnen på nordvästra sidan centrumhalvön som nås genom att gå uppströms Lule älv under Bergnäsbron och runt Gültzauudden. Numera är kvarteren kring Norra hamn centrala för stadens nöjesliv. Kända byggnader vid Norra hamn är Norrbottensteatern och Kulturens hus.

### Oscarsvarv
Oscarsvarv är Innerstadens sydvästra del, efter ett historiskt varv med namn efter Oscar I. Kallas i folkmun Varvet.

### Gültzauudden

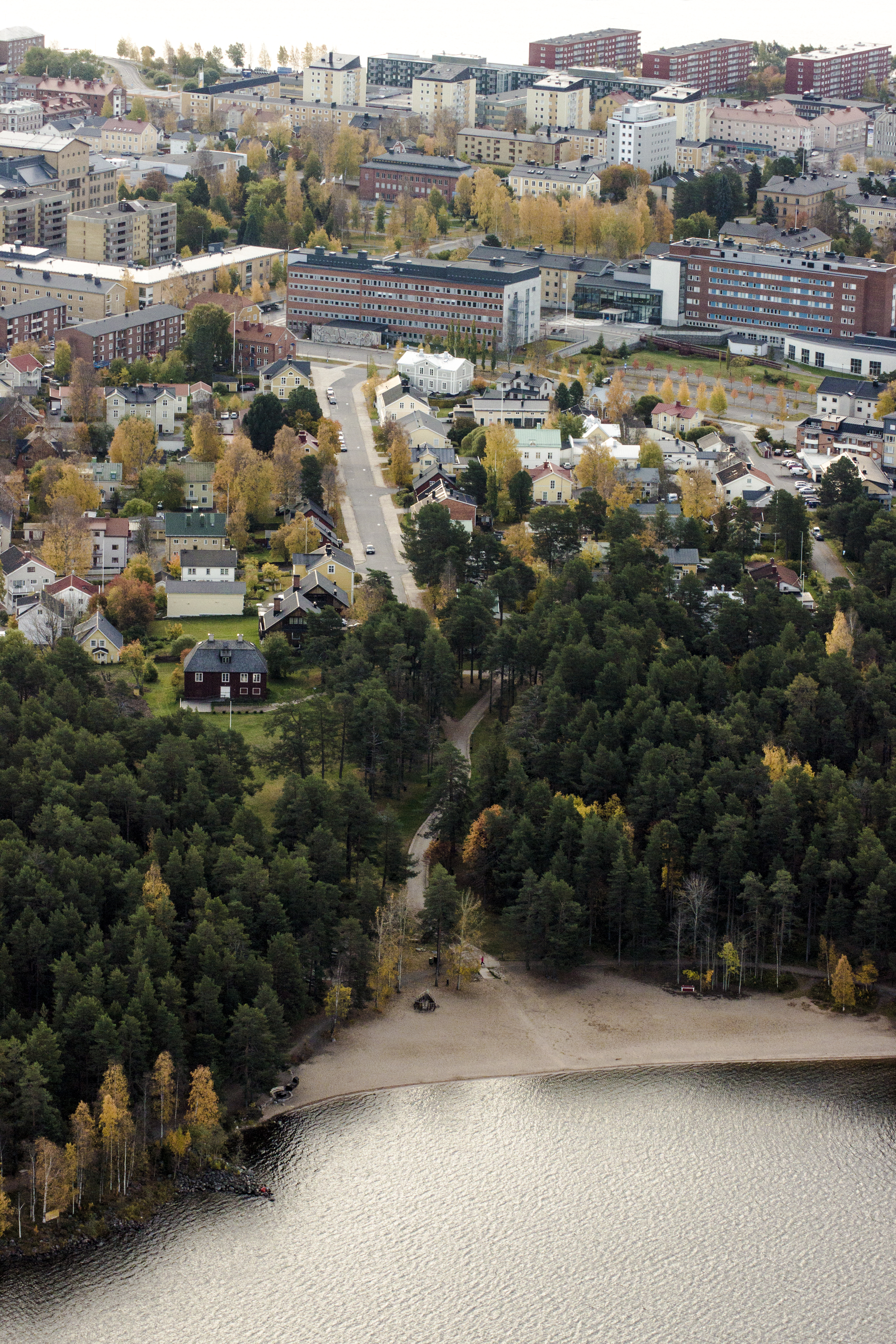
Gültzauudden och Fredsgatan i Luleå.

Gültzauudden är ett bostadsområde väster om innerstaden i Luleå. Bebyggelsen består av villor och mindre lägenhetshus. Området är attraktivt bland välbeställda lulebor och huspriserna på Udden är bland de högsta i Norrbotten. På området finns även en stor park, badplats samt småbåtshamn. På sommaren finns det även en populär restaurang som bedrivs i det gamla rådhuset. Här kan man läsa om Uddens historia och se bilder.  På somrarna hålls även konserter av olika slag. Genom öppnadet av Rådhuset har udden fått liv igen även kvällstid. På vintern anordnas en vinterfestival och där kan man se olika isskulpturer och konstverk gjord med is, det brukar även finnas en isdrake som barn och vuxna kan åka i.

### Robertsvik
Robertsvik är ett bostadsområde i Luleå som ligger norr om Luleå stadscentrum. Här finns Luleå Energi Arena, som är elitbasketlagen BC Luleås och Luleå Baskets hemmaarena. Bredvid arenan ligger simhallen Pontusbadet, som funnits sedan 1957. Bebyggelsen består av villor och mindre flerfamiljshus. Inom kort kommer ett bostadsprojekt att vara genomfört och därmed kommer HSB ha några hundra lägenheter i området.

### Charlottendal
Charlottendal i Luleå brukar ibland räknas som en del av Östermalm, dock felaktigt. På området finns äldre trähus med lägenheter men även några enstaka parhus och villor. Charlottendals förskola ligger i området. Charlottendals daghem (som det hette på den tiden) öppnades i januari 1951. En dansk arkitekt vid namn Poul Ambye hade ritat den märkliga byggnaden.
Huset jämfördes vid invigningen med en damsko, litet utvändigt men stort inuti. Daghemmets tillkomst byggde på en motion av den socialdemokratiska kvinnoklubben i Luleå i början av 1940-talet samt behov av askultations- och praktikplatser för den år 1950 startade förskollärarutbildningen på Luleå förskoleseminarium i Gamla Västra folkskolan (riven på 1960-talet, belägen i kvarteret Staren) Förskolan invigdes av dåvarande Drottning Louise. 

## Skolor

### Östra skolan
På området Robertsvik/Charlottendal ligger stadens äldsta skola, uppförd 1901 och är idag en skola från förskoleklass till årskurs 6. Skolan hade tidigare högstadium, men det lades ner år 2009.

### Residensskolan
En högstadieskola som grundades 2011 och ligger vid NTI-gymnasiet samt i närheten Residenset i Luleå, därav namnet. 

### Luleå Gymnasieskola
I centrum (områdena Hermelinsparken och där gamla Luleå lasarett tidigare låg) så ligger ett campusliknande område, även kallad "Gymnasiebyn", där alla program utom fordons- och transportprogrammet ryms. Byn är uppdelad i 5 kvarter och en stor sporthall. Utanför områdena, vid Norra hamn, finns två magasinsbyggnader som också tillhör gymnasiebyn. 
I kvarteren Hackspetten, Lärkan, Kungsfågeln och Örnen ingår både gymnasiesärskola och introduktionsprogrammet. Kvarteret Lärkans hus var före detta gymnasieskolan Hermelinsskolan, som tidigare hette Luleå högre allmänna läroverk, och som invigdes 28 januari 1909. December 2000 invigdes skolorna Kvarteret Hackspetten och Kvarteret Örnen. Augusti 2006 invigdes Kvarteret Kungsfågeln i tidigare Luleå lasaretts lokaler, som stängdes 1999. 
Kvarteret Hackspetten (Hermelinsparken) innefattar:
- Ekonomiprogrammet
- Handels- och administrationsprogrammet
- Hantverksprogrammet, inriktning frisör
- Samhällsvetenskapsprogrammet
- Humanistiska programmet

Kvarteret Lärkan (Hermelinsparken) innefattar: 
- Estetiska programmet + spetsutbildning inom dans, musik och teater
- Hantverksprogrammet, inriktning textil och design

Kvarteret Staren (Hermelinsparken) innefattar:
I synnerhet för Hackspettens och Lärkans elever, finns matsal och bibliotek med lektionsalar för elever.
Kvarteret Kungsfågeln (Gamla Luleå lasarett) innefattar:
- Teknikprogrammet
- Naturvetenskapsprogrammet + spetsutbildning inom matematik
- Bygg- och anläggningsprogrammet
- Industritekniska programmet
- Restaurang- och livsmedelsprogrammet
- El- och energiprogrammet
- VVS- och fastighetsprogrammet
- Vård- och omsorgsprogrammet

Samt matsal och bibliotek.
Kvarteret Örnen  (Hermelinsparken) innefattar:
Barn- och fritidsprogrammet samt egen matsal.

### NTI-gymnasiet
NTI är ett friskolegymnasium i centrala Luleå med el- och energiprogrammet, estetiska programmet,och teknikprogrammet. Elever på NTI-gymnasiet har idrottslektioner i Luleå Energi Arena, Helex eller Inpuls.